# 毕达哥拉斯主义

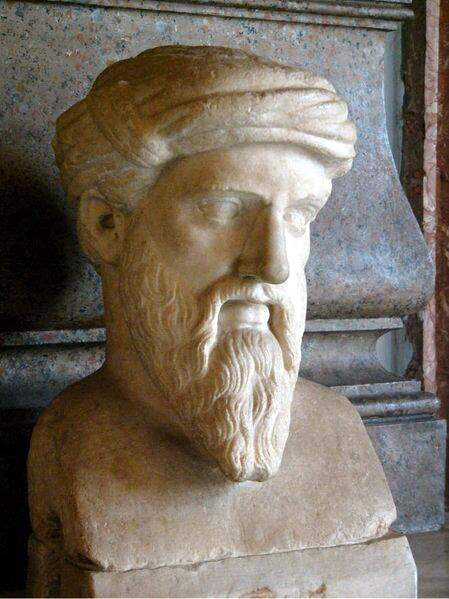
毕达哥拉斯塑像

毕达哥拉斯主义是一个用于描述毕达哥拉斯和他的追随者所持的秘教和形而上学的思想学说的术语。他們都深受數學所影響。毕达哥拉斯主义起源于公元前5世纪，對柏拉图主义有重要影響。毕达哥拉斯学说在之后的复兴导致现在称为新毕达哥拉斯主义的哲学学派。

## 两个学派
按照传统的說法，毕达哥拉斯主义在发展到某个时刻後便分成两个独立的学派，分別為数学家（英語：Mathematikoi，意為學習者）和声闻家（英語：Akousmatikoi，意為聆聽者）。数学家一般來說是推廣和發展由毕达哥拉斯开始的数学和科学工作，而声闻家则着重于他在宗教性及偶發性集會礼节性方面的教义。声闻家称数学家不是真正的毕达哥拉斯主义者，而是"叛徒"希帕索斯的追随者。另一方面，数学家则认为声闻家也是毕达哥拉斯主义者，但认为自己一方更代表毕达哥拉斯主义。

## 自然哲学

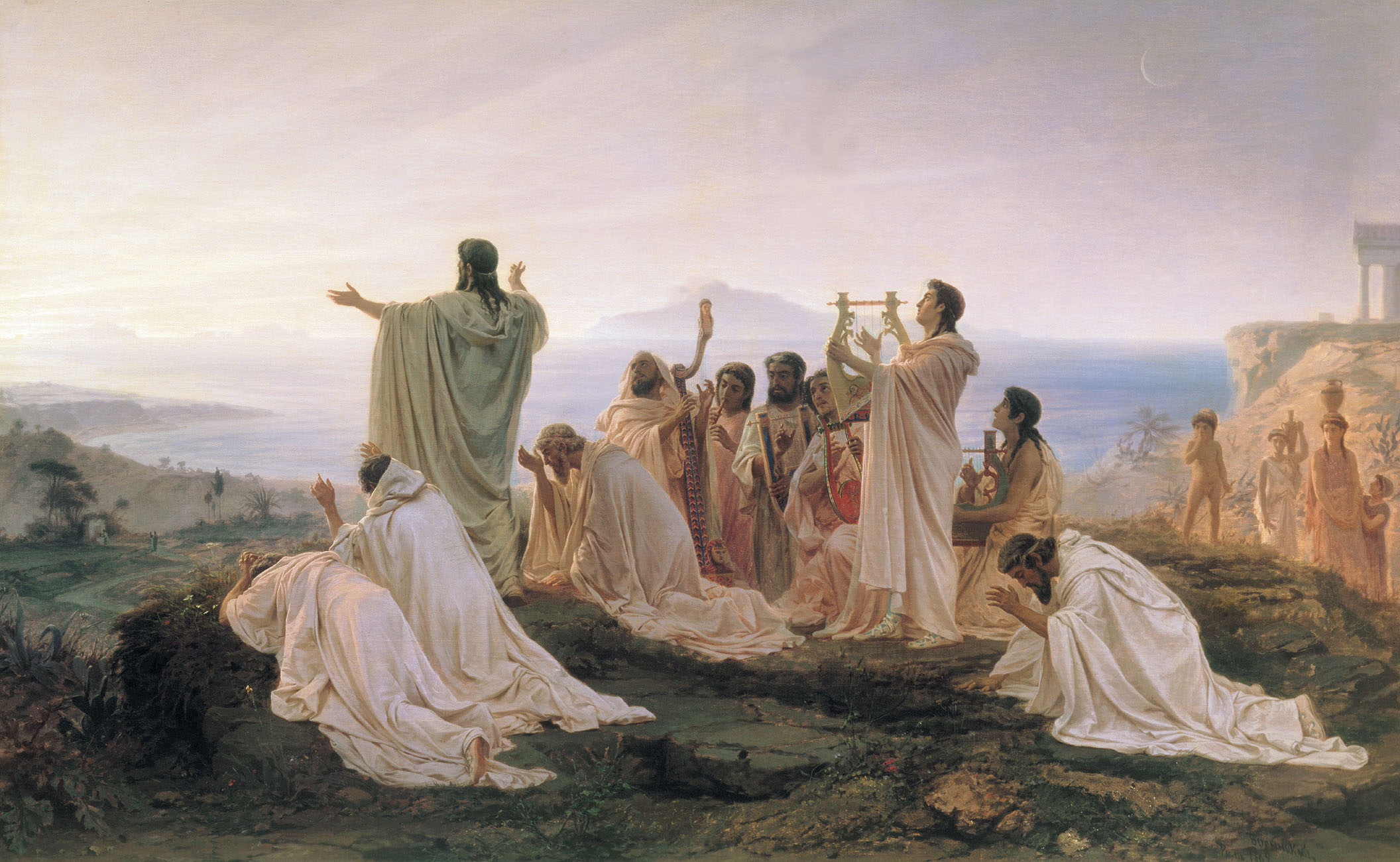
毕达哥拉斯主义者庆祝日出，Fyodor Bronnikov作

毕达哥拉斯思想由数学佔主要地位，但它也非常接近於神秘主义。在宇宙学方面，對於毕达哥拉斯本人真正教過什麼這一點只有較少的共識，但多数学者相信毕达哥拉斯理论中靈魂轉生的概念不太可能由毕达哥拉斯的追随者添加，因为它的地位太重要了。另一方面，在毕达哥拉斯世界观中，物质这个概念的来源不明，部分是因为他的教義的各方描述互相冲突。毕达哥拉斯世界观的物质概念实际上是源于阿那克西曼德的教义，认为万物之源是「無限」（the boundless），又或者是阿那克西曼德所称的「无限定者」（aperion）。毕达哥拉斯世界观的物质概念认为，只有通过“限制”这一概念，才可以形成「无限」。
毕达哥拉斯没有留下任何书面作品。而按照巴门尼德、恩培多克勒、菲洛劳斯和柏拉图（他們一般被认为是毕达哥拉斯主义者，又或者是深受毕达哥拉斯影响）等人的著作，給出的各种表述又非常迥異，以致很难确定毕达哥拉斯主义中有哪些共通的主題。如果以菲洛劳斯（他被多數學者认为是能高度代表毕达哥拉斯學派的人）的表述来看，这个学派是很复杂的。亚里斯多德曾論及毕达哥拉斯主义者（他的意思是指菲洛劳斯的圈子）是如何发展阿那克西曼德的apeiron和peiron，亦即无限定和限定。他写道：
... 他们（毕达哥拉斯主义者）直说在某物被创建的时候，不論是由平面、表面、种子还是某些他们无法描述的元素而來，最邻近无限定的部分开始被劃出，而且被限定所限制。
以及：
毕达哥拉斯主义者也认为“虚空”是存在的，並从无限定的氣息进入天國，可以說，是吸入“虚空”。“虚空”區別了物體的本质，因为它是在一个系列中分割和区分相繼項的概念。这个理论首先在数字的自然数里观察到，因“虚空”区分了它们的本质
在Apeiron被peiron吸入时，就导致分离，这显然也意味着它是“在一个系列中分割和區分相繼項”。我们现在有由“虚空”相互分割的互相连接的部分而不是未分化的整体。apeiron的吸入也使得世界数学化，不只是可能透過数学来描述世界，而是真正数学化，因为它显示数字和现实遵循同样的原则。數字的連續性 （即一系列由“虚空”分隔的相繼項），以及现实的领域，即宇宙—兩者都是虚空和形式、apeiron和peiron的表现。把这个概念和阿那克西曼德的原始想法区分开来的是这里apeiron和peiron必须依照和谐来排列。斯托拜乌斯对此评论道：
关于自然和和谐的地位。除了离开有限和无限，宇宙的组成要素之外，任何其他的存在都不可能之外，对象的存在，永恒和自然本身承认神圣、非人间和知识。而且因为这些并不类似或者类同的原理的存在，如果和谐得不到保持，那么它们就不可能被召唤到宇宙。类似或者类同的物體不需要和谐，但是不类似也不类同的物體必须由和谐锁定在一起，如果它们在一个有序的宇宙中被聯結起來的话。
毕达哥拉斯、苏格拉底、柏拉图的文化遗产由亚历山大港的希臘化犹太人的智慧传统继承，在該些教义可由摩西處推導得出的基礎上。通过亚历山大港的斐洛，这种传统被延續到中世纪的文化中，同樣延續的還有相同数量的物件群体是相关或一致這一想法。这显然也影响了黑格尔的内部关系的概念。

## 美学

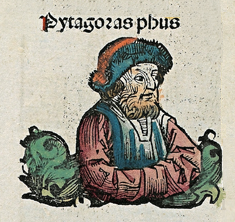
中世紀學者所描繪的畢達哥拉斯畫像，出自《紐倫堡編年史》。

毕达哥拉斯主义认为数字是美的，例如在祷文中认为1是纯洁的，4是圣洁的，而10是万物之母。在美学中也提出了著名的黄金分割，认为长和宽具有一定比例的时候，矩形才是最美的。
毕达哥拉斯主义认为音乐的和谐和数字的美密切相关。一個音阶是假定了有无限的连续音调，而它們必须以某种方式限制來使音级提高。关键的一点是，並非随便一组限幅就可以做到这一点。如果要产生让人愉快的音乐，就不能随机在连续的音调中选择点和音调音阶。全音階，也称为「畢氏音程」，是这样的比例：最高到最低的间距为2:1而产生的八度间隔。该八度又分为到五度音和四度音，分别有3:2和4:3的比例，成为八度。如果我们从最低的八度音提高一个五度音，提高一个四度音，我们将达到八度音的上界。最后，五度音可以分为三个整声调，每个对应比率为9：8，每个四度音也一样分成两个整声调。这是菲洛劳斯推理的具体应用的一个很好的例子。在菲洛劳斯的世界观中，限定与无限定一起的拟合方式是依照数字的比例（和声）及其组合。同样地，宇宙和单个的物體，不会是由限定与无限定随机組合所得的，限定和无限定必须以「愉悦」（和聲）方式来擬合，就像使得音階产生的數字那樣。
这一教义是由菲洛劳斯的学生Archytas记录下来，寫於一本已经不见传世、题为《关于谐波或对数学》的著作中，这个学说的影响可以一直追溯到柏拉图。柏拉图的学生亚里斯多德在他的《形而上学》中将毕达哥拉斯主义者与"所谓“的毕达哥拉斯主义者作了区分。他亦录得对立表，以及评论说这可能是由于阿尔克芒医学学派的克羅頓的阿爾克邁翁将健康定义为元素之和谐的缘故。
古代毕达哥拉斯五角星绘画方式是两角朝上，代表Pentemychos的学说。Pentemychos指「五深处」或者「五个房间」也称为五角大楼，也是毕达哥拉斯的老师和朋友锡罗斯岛费雷西底的作品的标题。

## 數學
毕达哥拉斯主义者对于数学的研究也导致了无理数的发现。他们用归谬法和毕达哥拉斯定理证明了正方形的对角线长与边长之比不可以用整数或者整数的比表示。这对他们的信条是一个致命的打击。亚历山大的帕波斯说首先发现无理数的人是淹死的，而杨布里科斯则说希帕索斯因为这个发现被处罚。普罗科拉斯在给《几何原本》作注时写道：“听说，首先泄漏无理数的秘密者们终于悉数覆舟丧命。因为对不可说的和无定型的必须保密。凡揭露了或过问了这种生命的象征的人必定立遭毁灭 ，并万世都被永恒的波涛吞噬。”

## 伦理学

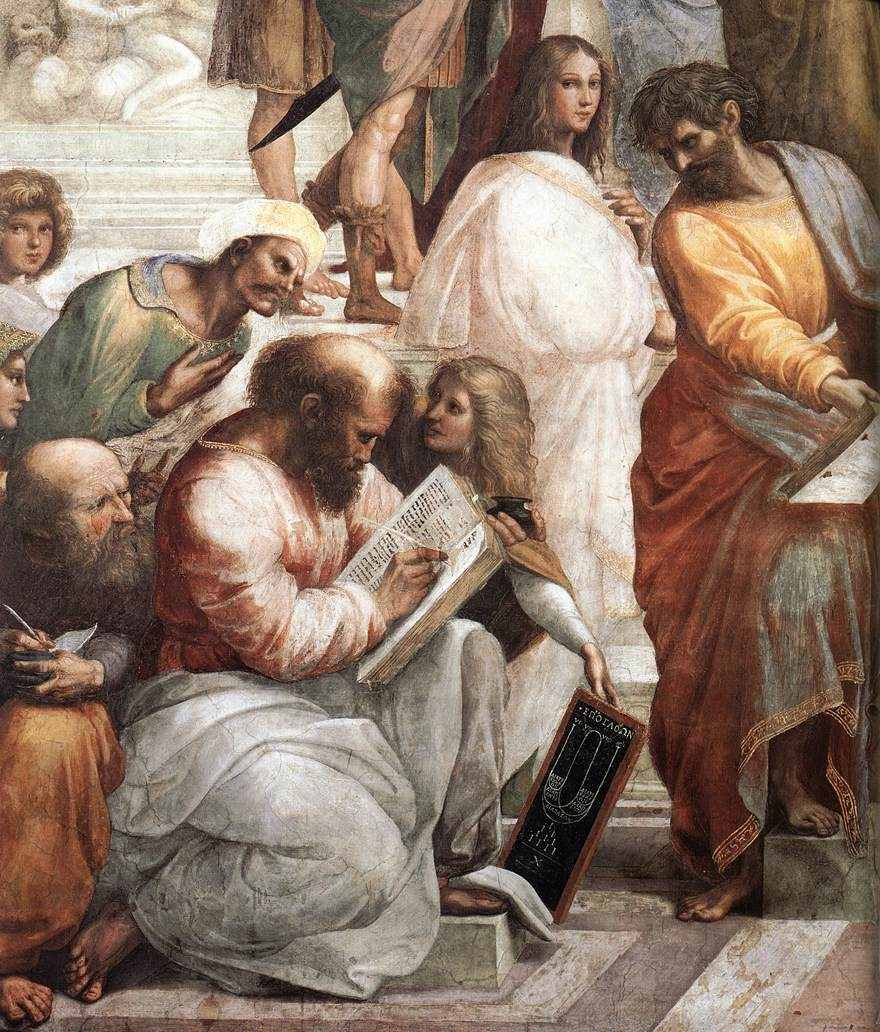
這是出自拉斐爾名畫《雅典學院》裡的左下區圖，畫中正拿著樂譜在教學音樂的老師即是畢達哥拉斯。

在克罗托内的教团聚会所受到攻击之后，毕达哥拉斯教团解散，但在同在意大利南部的塔兰托重新集结。由泰勒收集的毕达哥拉斯主义者的关于伦理的著作显示了对这一灾难的创意性回应。亚里斯多德在批评毕达哥拉斯主义的时候说，他们在强调以牙还牙的同时，着重于公平精确量化而忽略其他因素。

### 政治
毕达哥拉斯主义者认为政治活动的目的就是美，而符合数学比例关系的和谐是最美的。国家应该提倡教育，培养精英来指导国家，以及通过教育来消除差异，培养社会和谐美需要的公民。个人的权利应该和其贡献成正比，而社会应该由最优秀的受过教育的人统治。在实行奴隶主民主制的罗马共和国，赞成奴隶主贵族精英统治的毕达哥拉斯教团因而被压制。

### 「生命之轮」与科学的思考
毕达哥拉斯主义者认为跳出轮回是可能的。他们遵循奥甫斯教的传统和净化心灵的做法，但同时他们也更深入地說明了纯化是個什麼概念。亚里士多塞诺斯说音乐用来净化心灵，就像药用来清洗身体。但除此之外，毕达哥拉斯主义者也区分三种生活：理论、实践和Apolautic。据说毕达哥拉斯有用奥运会的示例区分这些三种不同的生活。毕达哥拉斯认为最低类的人来运动会是来做生意。下一个更高的类别包括前来参与运动会的人。最高的类包含只是来看看的人。因此毕达哥拉斯表明生活的最高的净化是纯粹的沉思。那些考虑有关科学和數學的哲学家正是得以從「出生周期」釋放出來的人。依照毕达哥拉斯的说法，纯粹数学家的生活是存在的最高尚的生活。
因此数学和科学的追求在毕达哥拉斯主义的根源也基于摆脱生与死循环的精神欲望。这是毕达哥拉斯主义关于世界的思考形成的闪光点。

### 素食
毕达哥拉斯主义者在古代以素食闻名，这是因为他们实行宗教、伦理和苦行僧修炼，特别是由于相信转世会造成灵魂投生到其他动物的尸体的原因。「毕达哥拉斯饮食」是代表不吃肉和鱼的饮食方式的普遍名字，直到十九世纪的「素食」这个名字的兴起。
毕达哥拉斯主义的规则进一步限制其追随者食用或甚至接触的任何种类的豆类的饮食。这可能是由于他们信仰灵魂，而豆明显表现出潜在的生命的事实。一些以西塞罗为代表的人认为豆可能造成肠胃气胀，也许作为蚕豆症的预防，也许因为他们像生殖器，但是宗教魔力的原因最有可能，例如认为豆子与人类是创建于相同的材料的想法。毕达哥拉斯的谋杀的大多数故事围绕着他对吃豆子的厌恶。相传毕达哥拉斯的敌人放火烧他的房子，使这个老人不得不向一个豆田的方向逃避，在他停下来的时候，他声明他宁愿死也不进入豆田，随后追杀者割断了他的喉咙。

### 对妇女的看法
妇女被给予了如一般毕达哥拉斯主义者学习的平等机会，在哲学之外也学习实际的家务技能。妇女也被区别对待，但有时是偏向好的方面。祭司、哲学家和数学家Themistoclea被视为毕达哥拉斯的老师；西雅娜、达蒙和梅利莎都是毕达哥拉斯的女弟子。据说毕达哥拉斯也鼓吹男性和女性不应在夏季性交，而认为冬季比较适当。

## 宇宙学

单子是一个在希腊哲学中被认为是"第一"、"原种"、"要素"、"创建者"和"基础"的符号

毕达哥拉斯主义者以他们对灵魂轮回的理论，以及其数字构成物體的本质的理论而著称。他们执行净化仪式，並且延续和发展了他们认为将会使灵魂达到眾神的高度的各项规则。他们很多关于灵魂的神秘主义似乎离不开奥甫斯教的传统。奥甫斯教包含各种净化仪式和修炼，以及潜入地下世界的仪式。除了被链接到奥甫斯教之外，毕达哥拉斯也和锡罗斯岛的费雷西底密切相关，他往往被认为是第一个教授灵魂轮回的希腊人。古代的评论家认为费雷西底是毕达克拉斯最「亲密」的老师。费雷西底以pentemychos （"五犄角"或五个隐藏型腔"）阐述了他關於灵魂的教义——這最有可能作為毕达哥拉斯主义者使用五角星的起源，它作为成员之间的识别标志和内部健康标志。
亚里斯多德在《论天体》第二卷第13章中说，毕达哥拉斯主义者认为天体在运行时也遵循物体运动的规律，如果把体积和速度看作音调的话，那么天体会发出和谐的声音。他们关于天体沿着最美丽的平面图形做匀速圆周运动的思想从托勒密一直影响到哥白尼和开普勒，虽然开普勒最终发现天体的运行轨道是椭圆，但是他认为天体运动也可以数字化的观点还是延续自毕达哥拉斯主义。

## 新毕达哥拉斯主义
新毕达哥拉斯主义是毕达哥拉斯的追随者相关联的各种学说在公元前2世纪至公元2世纪的复兴。著名新毕达哥拉斯主义者包括第一世纪的蒂亚纳的阿波罗尼乌斯和西班牙的摩德拉图斯。中世纪和新柏拉图主义者如努墨尼奥斯和普罗提诺也受到一些新毕达哥拉斯主义者的影响。
新毕达哥拉斯主义者强调灵魂和身体之间的区别。神必须通过祈祷和良好的意愿来在精神上敬拜。灵魂必须通过苦行僧式的生活习惯摆脱其物质的环境。身体的乐趣和所有的感性沖动必须抛弃，因为对纯洁的灵魂是有害的。上帝是良好的原则；而物质是邪恶的基础。非物质宇宙被视为是意識或靈魂的领域。
1915年，在古罗马的Via Praenestina路的马焦雷门附近发现了地下的巴西利卡，是1世纪新毕达哥拉斯主义者進行会议的地方。底层显示三个中殿和一个圣殿，类似很久之后在第四世纪早期才出现的早期基督教的教堂。仓库由象征新毕达哥拉斯主义者信仰的白色灰泥所装饰，但其确切含义仍是受爭議的話题。

## 影响

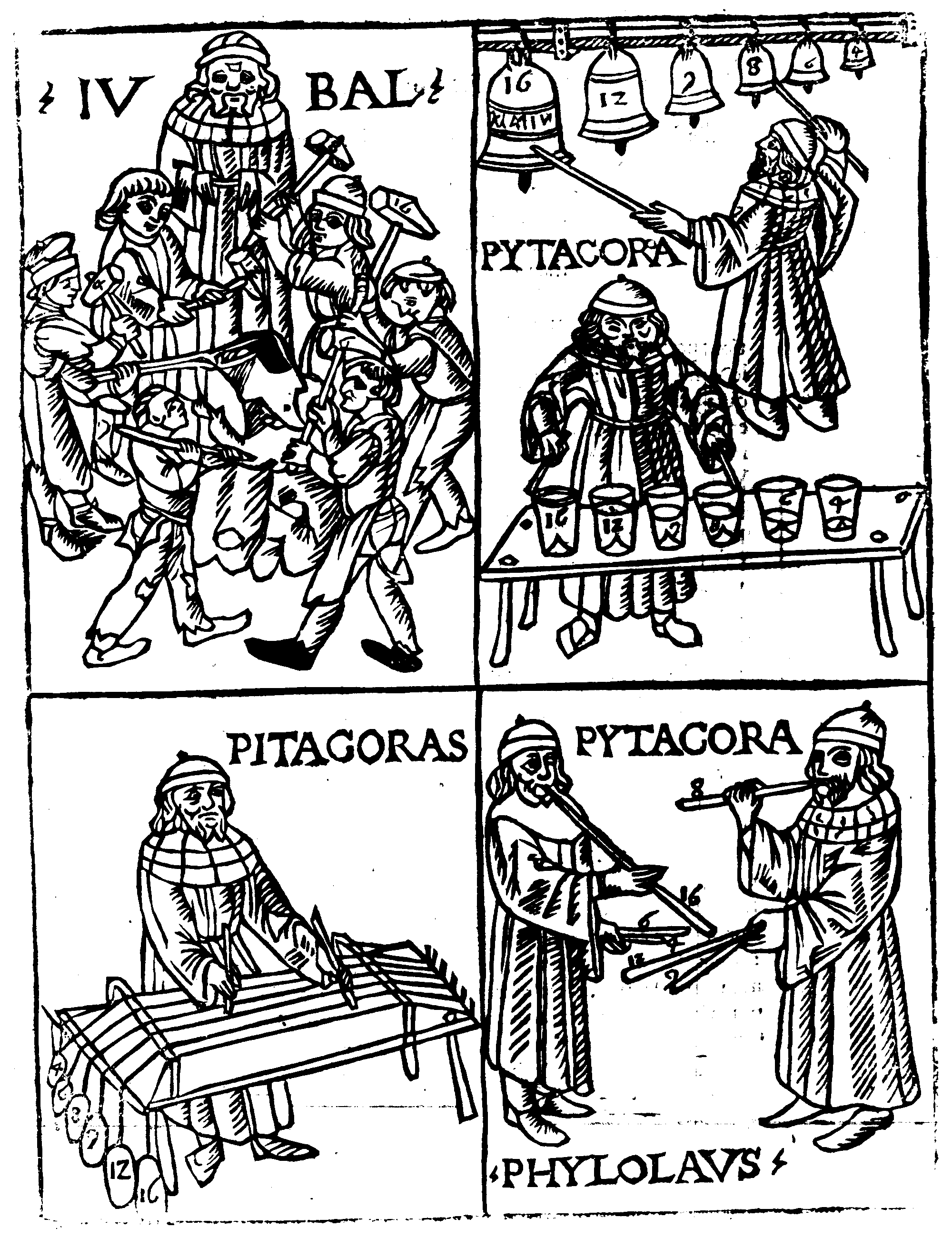
中世紀畢氏音程木刻畫，在圖中顯示畢達哥拉斯正在使用鐘與其他樂器。

在毕达哥拉斯主義中，完整的数字和谐波（美声）在音樂中密切相關的這一想法，应该被伽利略·伽利莱之父、诗琴制造和演奏者文森佐·伽利莱所熟知。可能是遵循毕达哥拉斯的思维模式的原因，他发现了琴弦张力和音调之间的數學关系，因此抽象化出音乐和乐器可以用数学关系精确量化和描述的想法。这可能致使他儿子得出关于所有的物理现象都可用数学量化（作為物理「定律」）這一具洞察力的見解，从而开始并定义了现代物理学时代。
毕达哥拉斯主义者的清晰和明显的影响可以在赫尔墨斯教文献中找到，并因此流传到赫尔墨斯主义、諾斯底主義和煉金術。
毕达哥拉斯宇宙学也激发了阿拉伯的诺斯底主义者Monoimus，将这个系统结合一元論和其它的思想，從而形成自己的宇宙学。
五角星是毕达哥拉斯主义者使用的一个重要宗教符号，往往被视为和恩培多克勒的组成所有物质的元素的理论有关。
毕达哥拉斯主义学派无疑对数秘术和数字神秘主义的发展具有极大的影响，如生命靈數和彩虹數字學。举例来说，3是最高尚的数字的现代声誉是来自毕达哥拉斯主义学派。
毕达哥拉斯主义建议在所有情况下实话实说。毕达哥拉斯说他是从巴比伦的博士学会这一点的。

## 参阅
- 密传宇宙学
- 无理数
- 数秘术
- 毕达哥拉斯音调
- 神圣几何
- 单位点原子论
- 畢達哥拉斯的黃金詩句（英语：The golden verses of Pythagoras）
- 扎萊烏庫斯

### 毕达哥拉斯主义符号

单子
二分体
三元
四元
五元
十元
圣十结构
双鱼囊

## 引用
1. ↑  关于两派的区别，参考Charles Kahn, p. 15, Pythagoras and the Pythagoreans, Hackett 2001, Feb.
2. ↑  科学技术的哲学反思， 吴彤, 蒋劲松, 王巍著，清华大学出版社2004年出版，第184页
3. ↑  这本书实际上失传了，但是内容被保留在Kirk和Raven所著的The Pre-Socratic Philosophers引用的Damascius和de principiis中。The Pre-Socratic Philosophers，剑桥大学出版社, 1956年,第55页.
4. ↑  数与数术札记，俞晓群著，中华书局 2005年出版，239页
5. ↑  羅馬文化史, 劉增著， 五南圖書出版股份有限公司. 2005年出版，第76页
6. ↑  Burnet J. (1892) Early Greek Philosophy A. & C. Black, London, OCLC 4365382 （页面存档备份，存于）, 和后续版本，Kessinger, Whitefish, Montana发布的2003年版, ISBN 0-7661-2826-1
7. ↑  Russell, Bertrand, 西方哲学史
8. ↑  .  (PDF). OUP. 2004. （原始内容 (PDF)存档于2009-02-06）.
9. ↑  例如Antonio Cocchi的流行著作 Del vitto pitagorico per uso della medicina, Firenze 1743发起了一个广泛的"毕达哥拉斯饮食"的辩论
10. ↑  Cicero, On Divination, I xxx 62, quoted in 的存檔，存档日期2009-06-24.
11. ↑  Seife, Charles. Zero p 26
12. ↑  Gabrielle Hatfield, review of Frederick J. Simoons, Plants of Life, Plants of Death, University of Wisconsin Press, 1999. ISBN 0-299-15904-3.  In Folklore 111:317-318 (2000).
13. ↑  Riedweg, Christoph, Pythagoras: his life, teaching, and influence. Ithaca : Cornell University Press, pp. 39, 70. (2005), ISBN 0-8014-4240-0
14. ↑  Seife, p 38
15. 1 2  Glenn, Cheryl, Rhetoric Retold: Regendering the Tradition from Antiquity Through the Renaissance. Southern Illinois University, 1997. 30-31.
16. ↑  Seife, Charles. Zero p. 27
17. ↑  科学技术的哲学反思， 吴彤, 蒋劲松, 王巍著，清华大学出版社2004年出版，第189页
18. ↑   本条目包含来自公有领域出版物的文本: Chisholm, Hugh (编). .  (第11版). London: Cambridge University Press. 1911.
19. ↑  Ball Platner, Samuel. . penelope.uchicago.edu.   [2011-04-23]. （原始内容存档于2019-10-18）.
20. ↑  ETtoday新聞雲. . fashion.ettoday.net.   [2023-05-07]. （原始内容存档于2023-05-07） （中文（繁體））.
21. ↑  Hk, Cosmopolitan. . www.cosmopolitan.com.hk.   [2023-05-07]. （原始内容存档于2023-05-07） （英语）.
22. ↑  Cohen, Mark, Readings In Ancient Greek Philosophy: From Thales To Aristotle. Indianapolis, IN: Hackett Publishing Company, 2005. 15-20.

## 延伸阅读
- O'Meara, Dominic J. Pythagoras Revived: Mathematics and Philosophy in Late Antiquity , 克拉伦登出版社, 牛津, 1989 年. ISBN 0-19-823913-0
- Riedweg, Christoph Pythagoras : his life, teaching, and influence ; 由Steven Rendall与Christoph Riedweg、Andreas Schatzmann, Ithaca合作翻译 : 美国康乃尔大学出版社, (2005年), ISBN 0-8014-4240-0